# 牟玲生
牟玲生（1931年—2024年5月19日），男，陕西扶风人，中华人民共和国政治人物，曾任中共陕西省委常委、秘书长、副书记，陕西省人大常委会副主任，中国宋庆龄基金会顾问。